# S&W M69
S&W Model69（英: Smith&Wesson Model.69）は、アメリカ合衆国のスミス&ウェッソン社が開発した回転式拳銃である。
.44 コンバット・マグナムというニックネームでも呼ばれている。

## 概要

### 開発経緯
2014年のSHOTショーにて初公開された同社製の.44マグナム弾を使用するリボルバーでは初の中型モデルである。.44マグナム弾は熊等の大型獣に対して非常に有効な弾薬であったが、その大きさと強力な威力に比例してそれを使用するリボルバーは大型であった。しかし、釣りやキャンプ等のアウトドアでのそういった大型獣に対する護身用としては小型・軽量なキャリーガンが好まれる傾向にあり、スミス&ウェッソン社もその用途に合わせたマウンテンガンシリーズを発売したが、限定数が製造されただけに留まっている。一方、ブラジルのトーラス・アームズ社はトラッカーシリーズから.44マグナム弾を使用するこの用途に適した5連発リボルバー、トラッカー M44を2004年に発売したが、スミス&ウェッソン社もトーラス社に遅れを取る事10年後にようやく前述のSHOTショーで発表に漕ぎ着けた。

## 特徴
前述の通り、フレームには同社のサイズ規格の中では中型サイズであるLフレームを採用しており、材質はマットフィニッシュのステンレススチール製となっている。装弾数は携行性を高め、堅実な強度を確保すべく5発で、その弾薬を装填するシリンダーのフルートはやや浅くなっており、シリンダー自体はヨーク前面のボールディテントでアンダーラグ後方のノッチに固定される様になっている。
4.25インチ、もしくは2.75インチ長のバレルは堅牢な2ピース構造で、アンダーラグはスリムな印象のハーフラグタイプである。サイトはフロントサイトが抜き撃ちに適したレッドインサート入りのセレイティッドランプタイプ、リアサイトがホワイトアウトラインの入った微調整可能なブラックブレードアジャスタブルサイトとなっており、フィンガーグルーブが浅く入ったグリップは硬質プラスチックのインナーを備えたセンサティック製、トリガーやサムピース、ハンマーはMIM工法で製作されている。